# Ierusalim
Ierusalim (limba ebraică Ierușalaim, Yerushalayimⓘ - ירושלים; în ebraica clasică Ierușalaim și uneori Ierușalem ירושלם; în arabă Al-Quds القدس Bayt al-Muqaddas بَـيْـت الْـمَـقْـدِس sau Ur Shalim أْوْرْسَـالِـم (uneori, în araba evreilor și a creștinilor), în latină Hierosolyma, în greacă: Ιερουσαλήμ sau Ιεροσόλυμα, în engleză Jerusalem), identificat uneori și ca Sion (ציון, Țion), este capitala Israelului și cel mai mare oraș din țară.  oraș din regiunea istorică Palestina, considerat oraș sfânt pentru credințele iudaică, creștină și musulmană. Ca număr de populație, 850.000 locuitori și ca suprafață, 12.500 hectare. Ierusalimul, în zilele noastre cel mai mare oraș din Israel și din regiunea Palestinei istorice, este situat în Munții Iudeei, pe cumpăna apelor la vest de Iordan, dintre Marea Mediterană și Marea Moartă, la o altitudine de 570-857 metri deasupra nivelului mării.
Ierusalimul, oraș cu o zbuciumată istorie antică și medievală, a fost înconjurat de un zid de protecție pe vremea lui Saladin dar, s-a extins din a doua jumătate a secolului al XIX-lea în afara zidurilor cetății vechi, mai cu seamă în partea de vest, care acoperă în zilele noastre cea mai mare parte a suprafeței orașului. În centrul Ierusalimului se înalță Muntele Templului (ebraică Har Habait), denumit de musulmani, sanctuarul Haram al Sharif. Acolo se află Zidul de Vest, vestigiu al Templului și principalul loc sacru al evreilor și, Moscheea Al Aqsa cu sanctuarul islamic Cupola Stâncii. În partea de nord a Orașului Vechi se află Biserica Sfântului Sepulcru, cu mormântul lui Isus Hristos. În oraș își au sediul Rabinatul Central al Israelului, Muftiul Ierusalimului, Custodia Catolică a locurilor sfinte, patriarhii ale mai multor biserici - romano-catolică (latină), ortodoxă, greco-catolică, armeană etc.
Între 1920-1948 Ierusalimul a fost capitala Palestinei sub mandat britanic, iar în 1949 partea de vest a sa, aflată sub control israelian, a fost proclamat capitală a Statului Israel.(Partea de est s-a aflat între anii 1948-1967 în Iordania). La Ierusalim se află principalele instituții politice, administrative și juridice ale Israelului: sediul prim-ministrului, majoritatea ministerelor, sediul președintelui statului, Knessetul (parlamentul israelian), Curtea Supremă a Israelului. Orașul găzduiește și alte instituții însemnate ca Agenția Evreiască ,Universitatea Ebraică, Muzeul Israel, Muzeul Rockefeller, Biblioteca Națională a Israelului, Memorialul Yad Vashem și Memorialul Herzl. Între anii 1948-1973 17 state au stabilit ambasade în vestul Ierusalimului, dar le-au închis ulterior - în anii 1973-1980, în urma presiunii statelor arabe și apoi a reacțiilor internaționale negative la unificarea oficială unilaterală a orașului în 1980 sub jurisdicție israeliană. În 2018 Statele Unite ale Americii și-au transferat ambasada la Ierusalim, iar ulterior, patru state au hotărât să redeschidă sau să înființeze ambasade în localitate. Mai multe state, între care Statele Unite (închis în 2018), Marea Britanie, Franța, Italia, Belgia, Grecia și Turcia au deținut sau dețin consulate în estul Ierusalimului. În anul 1981 Orașul Vechi din Ierusalim a fost recunoscut de UNESCO ca patrimoniu universal al omenirii.

## Istorie
După tradiția poporului evreu, reflectată în Biblie (după estimări aproximative ale unor istorici - prin anul 1010 î.Hr.), David, al doilea rege antic însemnat al evreilor, a cucerit Șalemul, o cetate a unei populații canaanene locale, înrudită cu evreii, numită ievusiți, și și-a stabilit aici capitala. Orașul, care a devenit cunoscut ca Ierușalaim sau Ierușalem, a devenit centrul religios, politic, economic și administrativ al regatului evreiesc antic. Narativul biblic în general, și cel cu privire la întemeierea regatului antic unit Israel și la fondarea Ierusalimului ebraic în particular, este obiectul criticii unor istorici (critica Bibliei) și chiar al scepticismului unor arheologi, ca fiind rezultatul unor redactări mai târzii - denumite deuteronomiste, după numele grecesc al cărții biblice a Deuteronomului. Conform Bibliei regele Solomon (ebraică Șlomo), fiul lui David, a construit în Ierusalim primul Templu evreiesc și un palat regal, ale căror urme sunt Zidul de Vest (Zidul Plângerii), Arcul Robinsohn ș. a., respinse de unii arheologi, ceea ce-i face pe unii dintre ei să se îndoiască de faptul că ele ar fi existat vreodată.
„Profesorul de la Universitatea din Tel Aviv Israel Finkelstein, supranumit „Paratrâsnetul” penteru afirmațiile sale disputabile, susține că, din punct de vedere arheologic și istoric, redatarea acestor orașe de la epoca lui Solomon la perioada omridă are implicații enorme. Ea înlătură singura dovadă arheologică după care ar fi existat vreodată o monarhie unită cu capitala în Ierusalim și arată că David și Solomon erau, în termeni politici, nimic altceva decât căpitani ai ținutului deluros, a căror rază administrativă era limitată la un nivel relativ local, adică la ținutul deluros.”—Israel Finkelstein și Neil Asher Silberman, The Bible Unearthed. Archaeology's New Vision of Ancient Israel and The Origin of Its Sacred Texts.
„Dar excavările din orașul lui David au oferit descoperiri impresionante din Epoca mijlocie a bronzului și din secolele ulterioare ale Epocii fierului - dar nu din secolul al X-lea î.e.n. Cea mai optimistă evaluare a acestei dovezi negative este că Ierusalimul din secolul a X-lea era limitat ca suprafață, probabil nu mai mare decât un sat tipic pentru ținutul deluros.”—Israel Finkelstein și Neil Asher Silberman, The Bible Unearthed. Archaeology's New Vision of Ancient Israel and The Origin of Its Sacred Texts.
În anul 586 î.Hr. Nabucodonosor al II-lea, rege al Babilonului, a cucerit capitala evreiască, a distrus Templul, palatul regal și zidurile de apărare. Mulți evrei, între care mulți meseriași și cărturari au fost deportați în Babilon.
În anul 519 î.Hr., cu permisiunea regelui persan Cyrus al II-lea cel Mare, care a cucerit Babilonul și întreaga regiune, s-au întors mulți evrei din familiile deportate. Evreii au reconstruit zidurile orașului și au ridicat un al doilea Templu evreiesc. Ierusalimul, având în centrul său Templul, a redevenit centrul religiei și culturii evreiești.
În anul 332 î.Hr. Alexandru cel Mare a cucerit orașul fără luptă și a permis evreilor să-și continue cultul și ritualul religios. În anul 167 î.Hr., când Antioh al IV-lea a încercat să reprime ritualul religios evreiesc și să impună cu forța la Ierusalim politeismul elen, evreii s-au revoltat sub conducerea familiei Hasmoneilor (Hașmonaim) și în luptele care au urmat i-au învins pe greci și și-au recîștigat independența statală. Noul regat al evreilor antici, cunoscut în lumea de atunci ca Iudeea, a avut și el capitala la Ierusalim. După dinastia Hasmoneilor a urmat pentru o mai scurtă perioadă cea a Antipatrizilor.
Reprezentantul acesteia, Irod cel Mare (sau Herodes, cunoscut în ebraică ca Hordos) a renovat în mod substanțial Templul din Ierusalim, a construit un nou palat regal și multe alte edificii în capitală și pe cuprinsul țării.

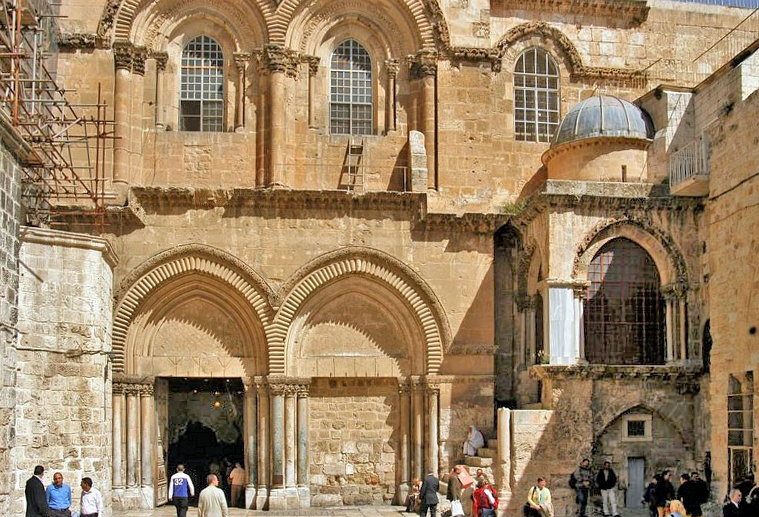
Poarta principală a Bisericii Sfântului Mormânt

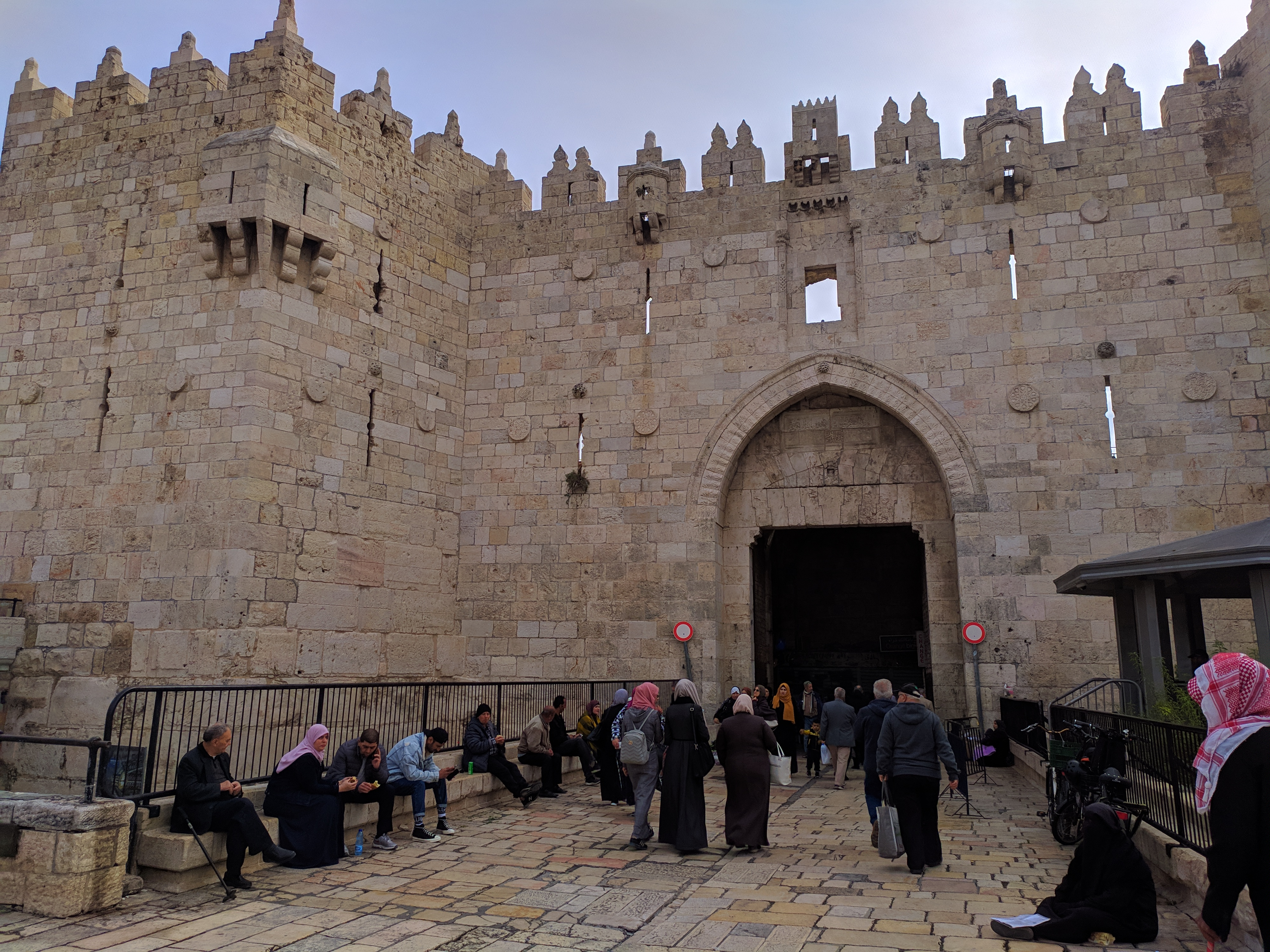
Poarta Damascului

În anul 63 î.Hr. Ierusalimul a fost cucerit de Imperiul Roman. Templul evreiesc și simbolurile entității statale evreiești a fost distruse de romani în timpul războiului cu evreii răsculați (primul război evreo-roman) în anii 68 - 73 d.Hr.
După ultima mare răscoală antiromană a evreilor în anii 132-135 d.Hr. Ierusalimul a fost transformat într-o urbe romană numită Aelia Capitolina în cinstea împăratului Adrian (Aelius Hadrianus). Vreme de aproape un mileniu a încetat de a fi capitală a unui stat.
În anul 638 Omar ibn El-Hatib (în arabă عمر بن الخطاب) a cucerit Ierusalimul anulând interdicția pusă de creștini și repermițând evreilor accesul liber în Ierusalim și la locurile sfinte.
Între anii 1099 - 1187 creștinii au recucerit Ierusalimul și au întemeiat Regatul Cruciat al Ierusalimului. 
După recucerirea Ierusalimului lui de către musulmani i s-a luat din nou statutul de capitală vreme de încă aproape un mileniu.
La sfârșitul secolului al XIX-lea a devenit capitală a sandjakului otoman al Ierusalimului (Kuds), iar apoi între anii 1917-1948 a fost sediul administrației britanice în Palestina, inclusiv al înalților comisari britanici. În urma războiului arabo-israelian din 1948-1949, orașul a fost împărțit în două zone: cea de vest, mai nouă în cea mai mare parte, a rămas sub controlul Israelului, iar cea de est, incluzând orașul vechi, cucerite de Legiunea Arabă, a intrat în componența statului arab al Iordaniei cu capitala la Amman.
În decembrie 1949 Ierusalimul, respectiv partea lui de vest, a fost proclamat de David Ben Gurion capitală a noului stat evreiesc Israel‏‏.
La 20 iulie 1951, în Moscheea Al-Aqsa din Ierusalim, a fost asasinat regele Iordaniei, Abdullah I (1921–1951), de către un extremist arab local (arab palestinian). În 1964, în timpul administrației iordaniene în estul orașului, s-a ținut congresul de constituire a Organizației de Eliberare a Palestinei, care a reunit o mare parte parte din organizațiile politice și combatante ale arabilor palestinieni.
În iunie 1967, în cursul Războiului de Șase Zile armata israeliană a ocupat partea de est a orașului, inclusiv orașul vechi, realizând reunificarea teritorială a localității. La 30 iulie 1981 Ierusalimul de acum întregit a fost proclamat de Knesset drept capitala Israelului.
Însă în ultimele decenii mișcarea națională arabă palestiniană reprezentată de Organizația pentru Eliberarea Palestinei, și după 1994 Autoritatea Națională Palestiniană revendică și ea Ierusalimul, cel puțin partea lui de est, drept capitală a statului arab palestinian viitor.
Revendicările religioase și politice arabe în Ierusalim sunt susținute, în afară de Liga Arabă, și de Conferințele statelor islamice care au numit un Comitet al Ierusalimului prezidat de regele Marocului.
Conducători musulmani extremiști din regiune, ca de pildă fostul dictator al Irakului, Saddam Hussein, și organizații paramilitare fanatice ca Al-Qaida au lansat apeluri pentru recucerirea Ierusalimului din mâinile „necredincioșilor” uneori și ca pretext sau lozincă de luptă pentru inițiative militare sau teroriste având obiective diferite sau cu mult mai largi.

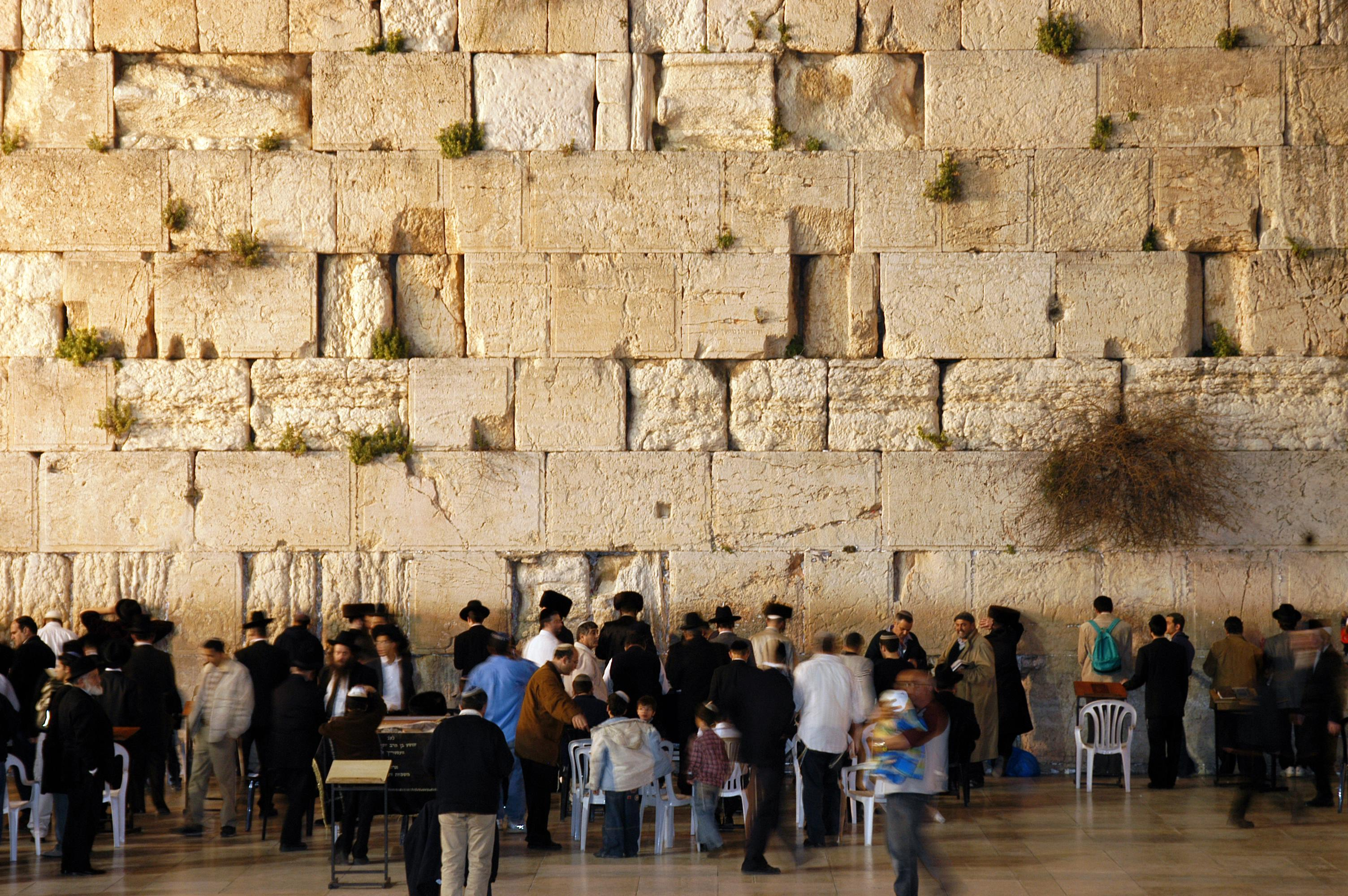
Zidul de vest, loc sfânt principal al evreilor, ultima rămășiță din perimetrul celui de-al doilea Templu evreiesc

În prezent orașul are o populație de 850.000 de locuitori (estimare din 2016); aglomerarea urbană totalizează aproximativ 1.088.000 de locuitori.
Limitele municipale ale Ierusalimului de astăzi au fost stabilite în urma „războiului de șase zile” folosindu-se criterii „strategice” și nu de urbanism. "Orașul Vechi" cuprins între zidurile ridicate în secolul al XVI-lea în timpul Imperiului Otoman și domniei sultanului Suleiman Magnificul, are o suprafață de cca. 1 km pătrat, iar Ierusalimul în limitele lui municipale ajunge la 125 de km pătrați.
După reunificarea și extinderea orașului în anul 1967 a început o intensă activitate de construcție de cartiere noi, amplasate la sud (Gilo, Har Homa), la nord și nord-vest (Ramot, Ramat-Eșkol, Ghivat Țarfatit), sau la nord-est (Neve Yakov și Pisgat Zeev).
Ierusalimul este un oraș eterogen, în care sunt reprezentate grupuri dintr-o vastă diversitate religioasă, națională și socio-economică. Așa-numita "cetate veche" (sau „orașul vechi”) este împărțită după o tradiție seculară în patru zone: „iudaică”, „creștină”, „armeană” (deși armenii sunt și ei creștini) și musulmană.
Astăzi majoritatea populației în cartierele creștin, armean și musulman din orașul vechi este de fapt arabă musulmană. La fel și populația părții de est a municipiului. În anul 2016 în Ierusalim trăiesc cca. 521000 de evrei și cca. 329.000 arabi. În partea de vest a capitalei și în cartierul evreiesc din Orașul Vechi populația este formată din evrei.

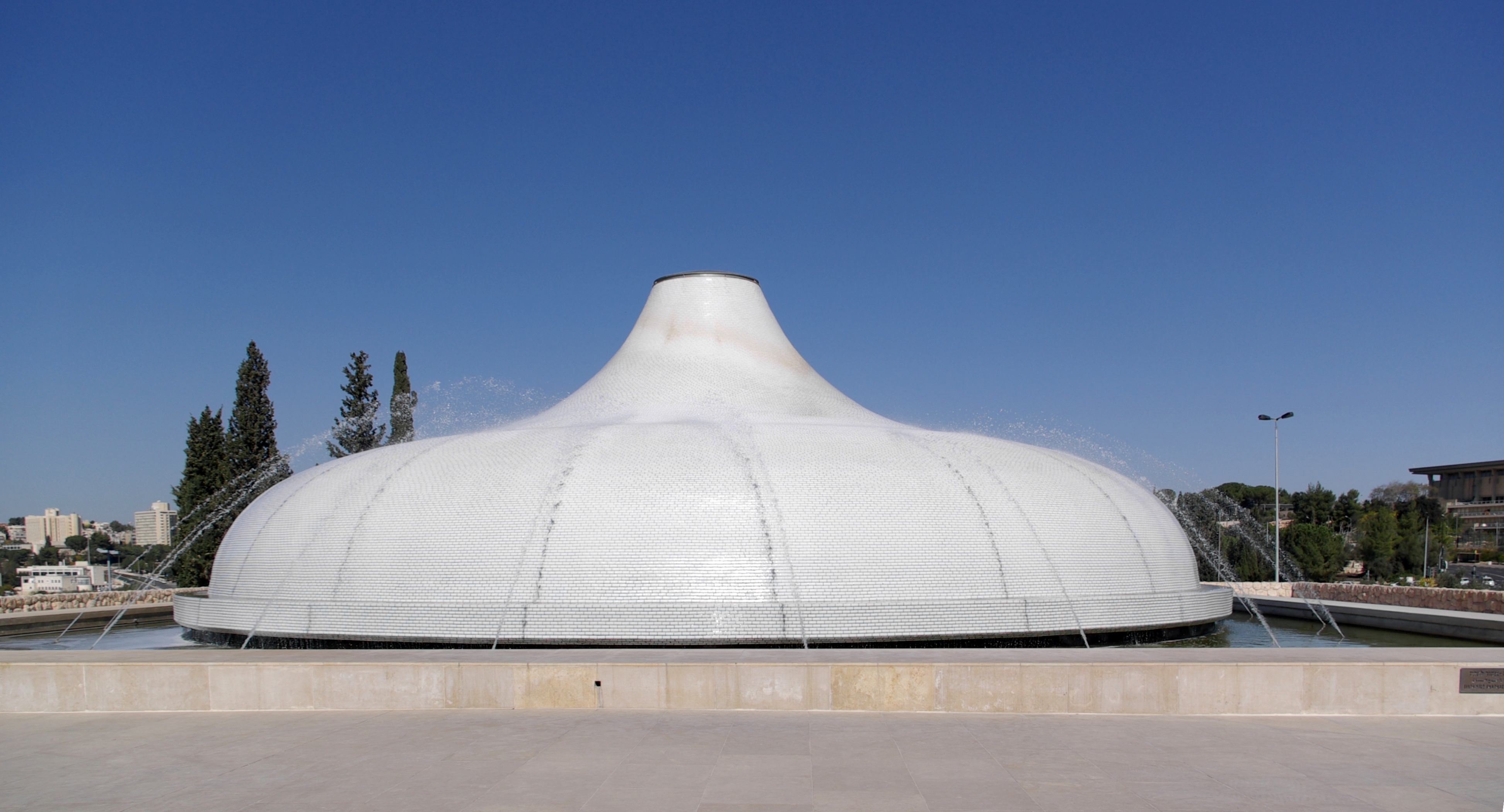
Palatul Cărții din perimetrul Muzeului Israel

## Demografia
Repartizarea religioasa-etnică în 2011
     Evrei (62,05%)
     Musulmani - arabi (35,08%)
     Creștini arabi (1,75%)
     Creștini nearabi,alte etnii și confesiuni, neafiliați (1,12%)
| An   | Evrei   | Musulmani | Creștini | total   |
| ---- | ------- | --------- | -------- | ------- |
| 1525 | 1000    | 3700      | ?        | ?       |
| 1538 | 1150    | 6750      | ?        | ?       |
| 1553 | 1634    | 11,750    | ?        | ?       |
| 1562 | 1200    | 11,450    | ?        | ?       |
| 1844 | 7120    | 5000      | 3390     | 15,510  |
| 1876 | 12,000  | 7560      | 5470     | 25,030  |
| 1896 | 28,110  | 8560      | 8750     | 45,420  |
| 1922 | 34,000  | 13,400    | 14,700   | 62,600  |
| 1931 | 51,200  | 19,900    | 19,300   | 90,500  |
| 1944 | 97,000  | 30,600    | 29,400   | 157,000 |
| 1948 | 100,000 | 40,000    | 25,000   | 165,000 |
| 1967 | 195,700 | 54,963    | 12,646   | 263,307 |
| 1980 | 292,300 | ?         | ?        | 407,100 |
| 1985 | 327,700 | ?         | ?        | 457,700 |
| 1987 | 340,000 | 121,000   | 14,000   | 475,000 |
| 1990 | 378,200 | 131,800   | 14,400   | 524,400 |
| 1995 | 482,000 | 164,300   | 16,300   | 662,600 |
| 1996 | 421,200 | ?         | ?        | 602,100 |
| 2000 | 448,800 | 208,700   | ?        | 657,500 |
| 2004 | 458,000 | 225,000   | 15,000   | 706,000 |
| 2009 | 476,000 | 247,800   | 15,200   | 760,800 |
| 2011 | 497,000 | 281,000   | 14,000   | 801,000 |

În anul 1967 s-au introdus în hotarele orașului câteva sate vecine cu locuitori arabi. Din anul 1967 și până în anul 2011 populația orașului s-a triplat. Populația evreiască a orașului, care numără 61% din locuitori, a crescut cu 159% (în 2016 - 521,000 locuitori), iar populația arabă (în 2016 - circa 39% din locuitori) a crescut cu 327% (în 2016 329,000 locuitori). Musulmanii din oraș reprezintă 35%, iar creștinii - 2 % din locuitori, din care 3/4 creștini arabi. În anul 2016 evreii religioși și ultrareligioși (haredim) numărau 52% din locuitorii evrei ai orașului, în vreme ce restul de 48 % reprezintă evrei laici și așa numiți tradiționaliști.

## Galerie

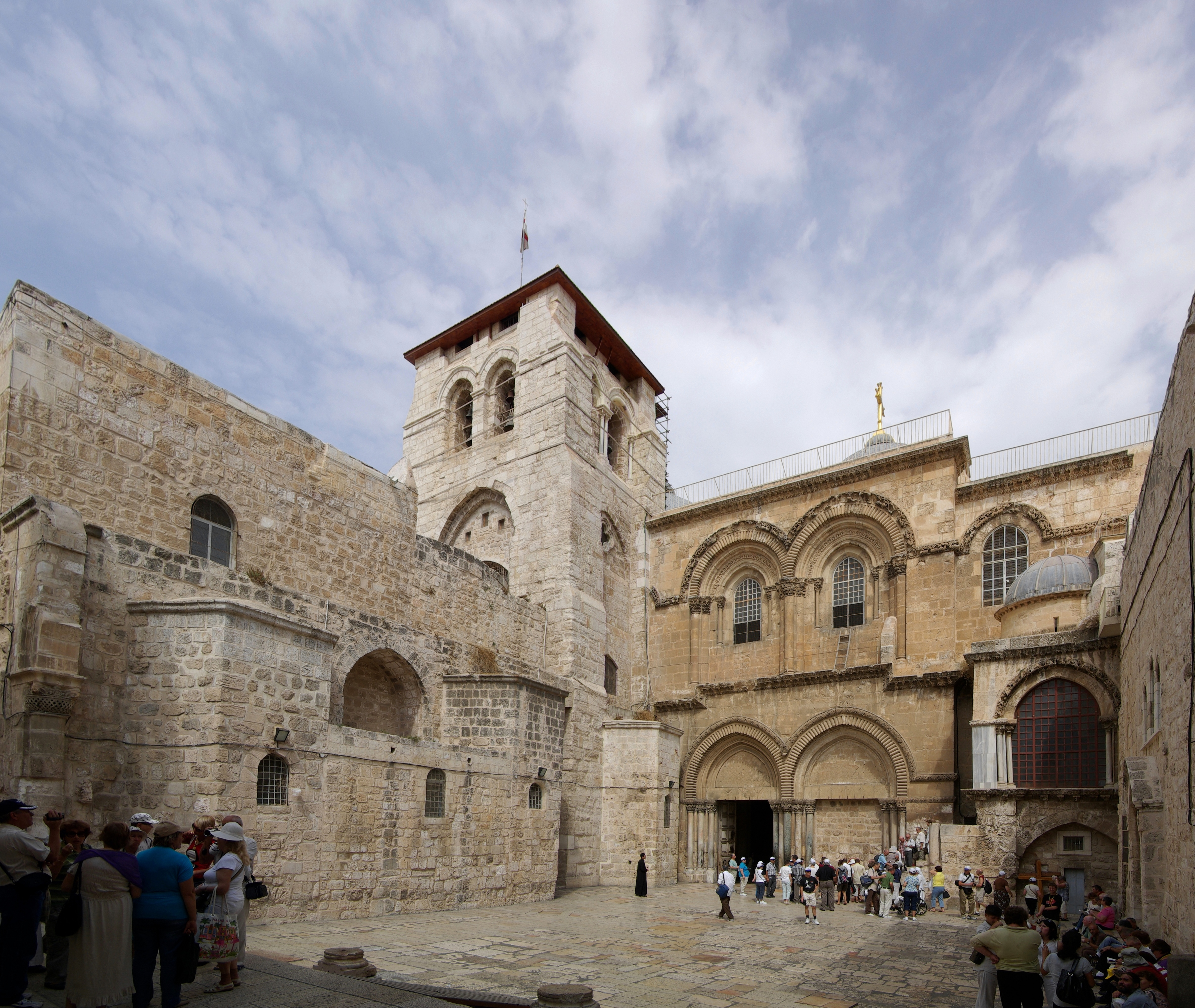
Biserica Sfântului Mormânt
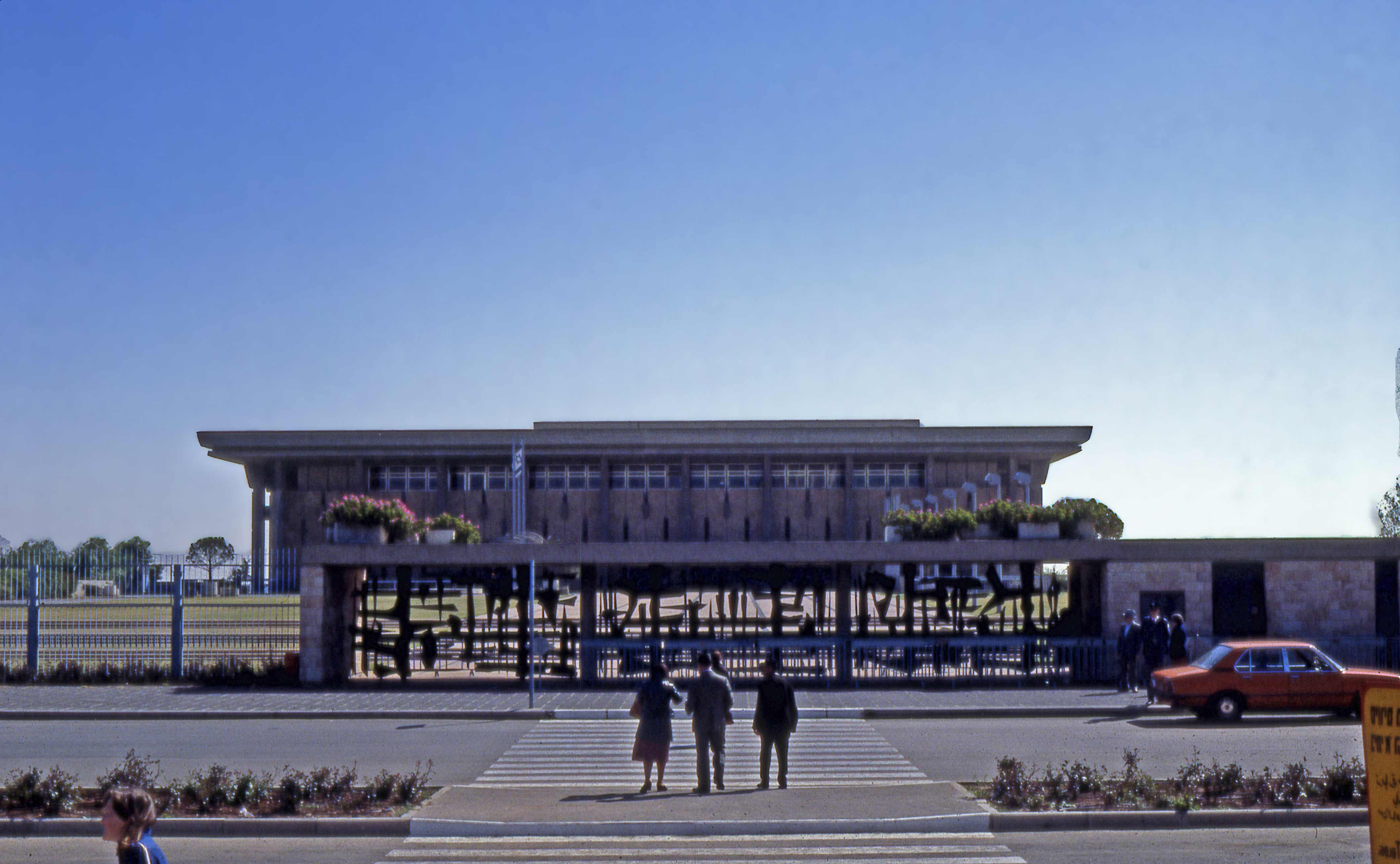
Knessetul, Parlamentul unicameral al statului Israel
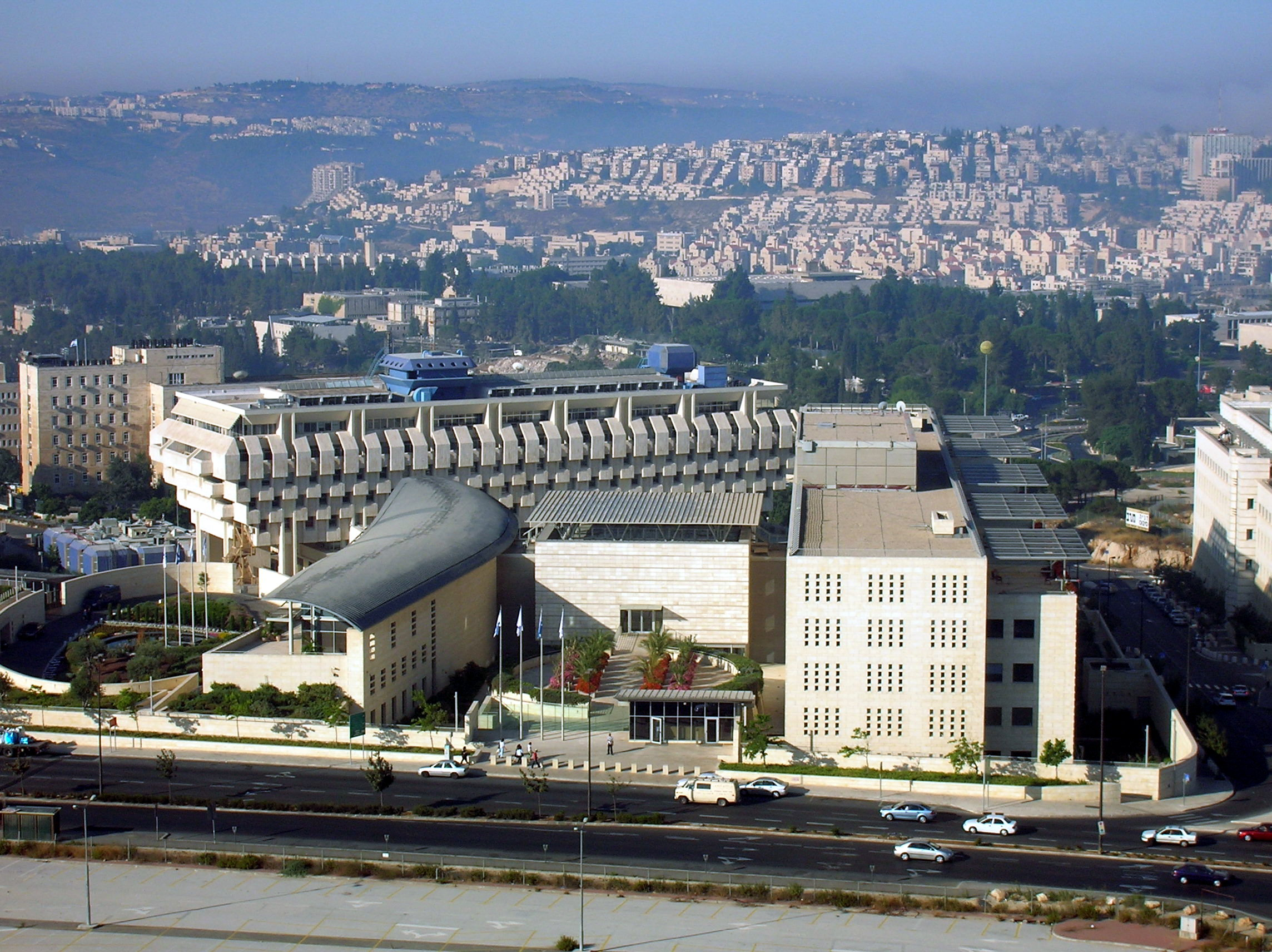
Sediul Ministerului Afacerilor Externe al Israelului
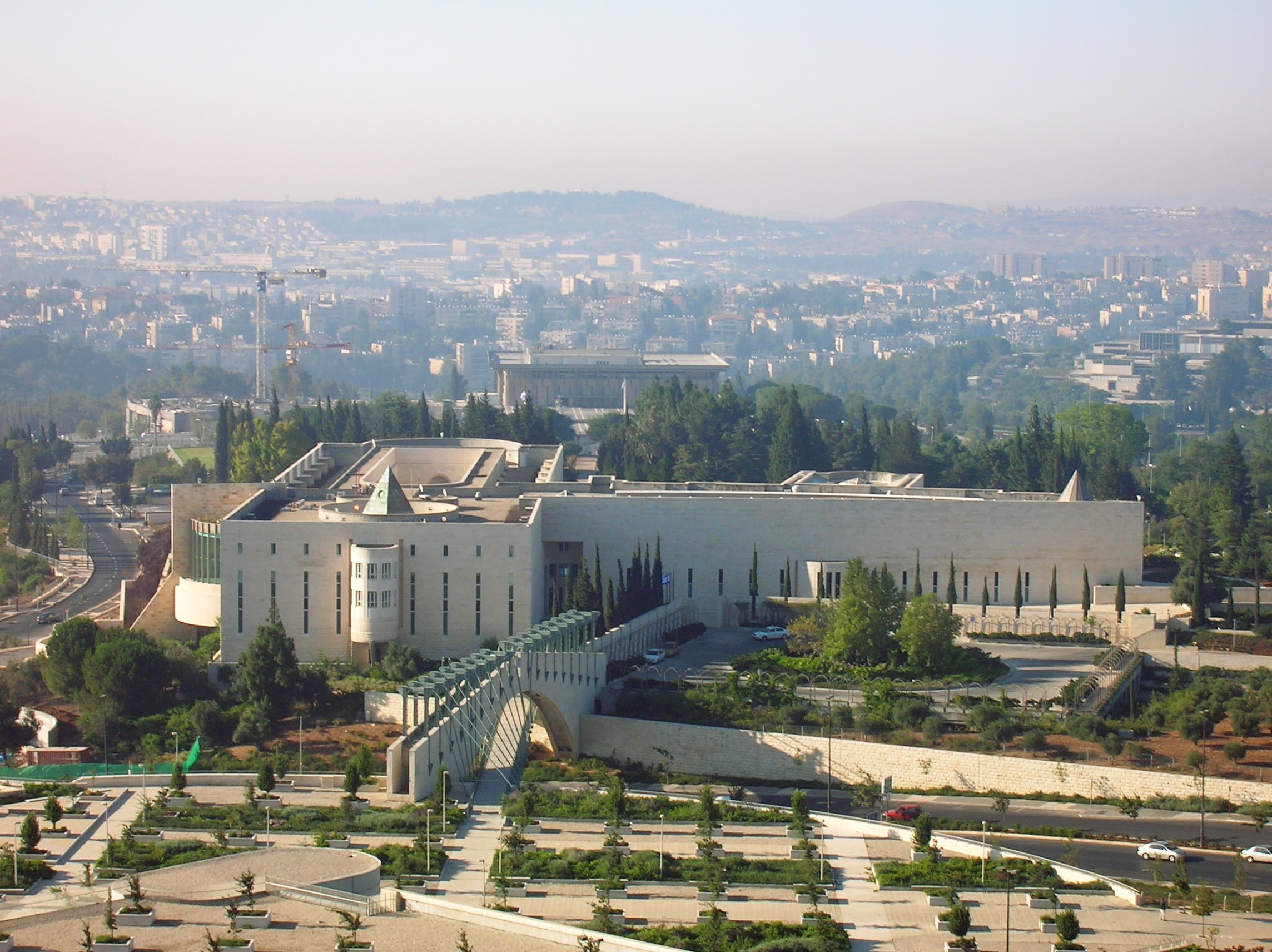
Sediul Curții Supreme a Israelului
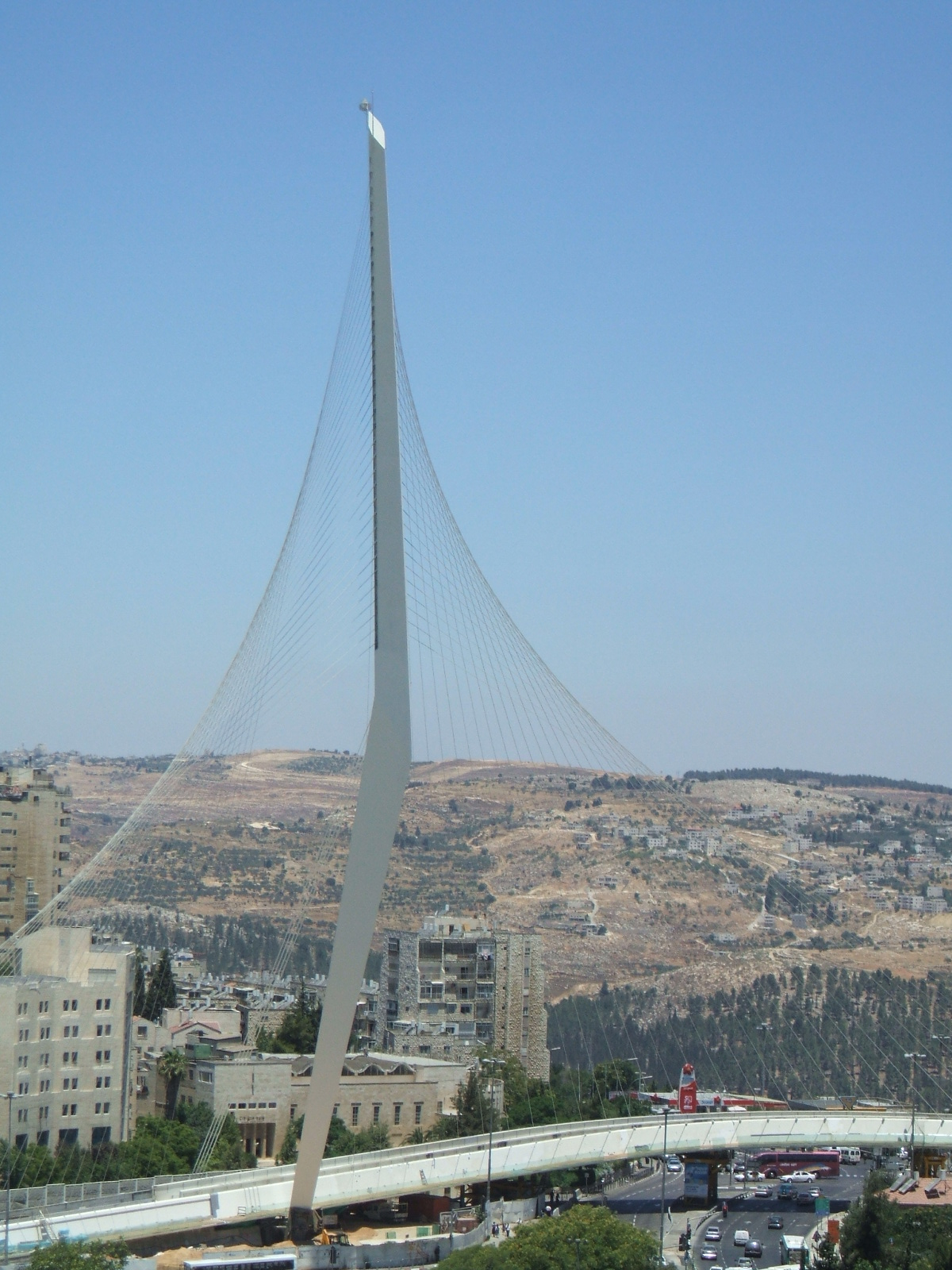
Podul de Coarde
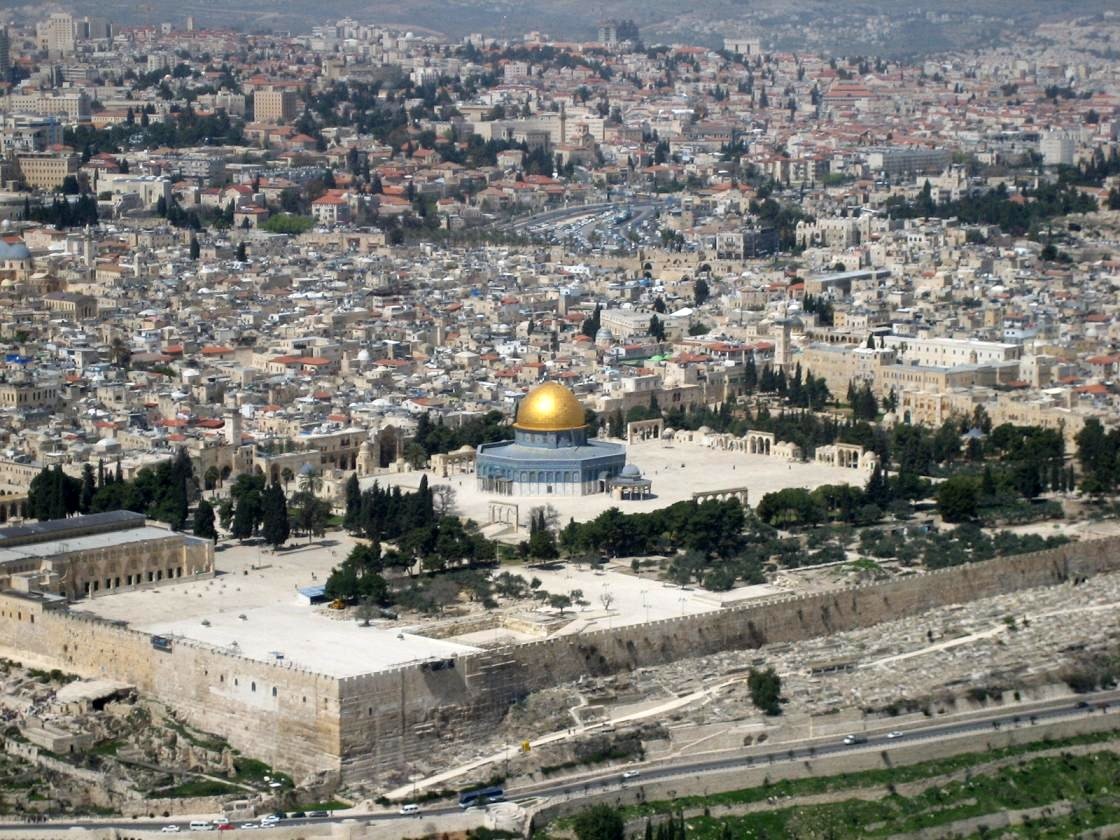
Vedere aeriană asupra muntelui Templului, cu "sanctuarul musulman Cupola Stâncii" (cupola aurită) în centru și cu Moscheea Al Aqsa în stânga.

## Personalități născute aici
- Iosephus Flavius (c. 37 - c. 100), istoric iudeu din Antichitate;
- Itzhak Luria (1534 - 1572), rabin și cabalist evreu din Palestina otomană;
- Yigael Yadin (1917 - 1984), general,arheolog și om politic israelian;
- Nehemiah Persoff (n. 1919), actor;
- Itzhak Navon (1921 - 2015), om politic, diplomat și scriitor israelian, președinte al Israelului în perioada 1978 - 1983;
- Itzhak Rabin (1922 - 1995), general și politician israelian; a deținut și funcția de premier al Israelului;
- A. B. Yehoshua (n. 1936), scriitor israelian;
- Ada Yonath (n. 1939), biochimistă israeliană, laureată Nobel pentru Chimie în 2009;
- Amos Oz (n. 1939), scriitor israelian;
- Reuven Rivlin (n. 1939), om politic israelian, președinte al Israelului din 2014;
- David Grossman (n. 1954), scriitor israelian;
- Avi Gabbay (n. 1967), om politic israelian;
- Leigh Bardugo (n. 1975), scriitoare;
- Natalie Portman (n. 1981), actriță americană, laureată Oscar.